# Бергамский университет
Бергамский университет (итал. Università degli Studi di Bergamo, UniBg — государственное высшее учебное заведение в городе Бергамо, Италия.

## История
Основан 11 декабря 1968 года как Институт иностранных языков и литературы. Университет Бергамо разделен на три кампуса — гуманитарный кампус, экономико-правовой кампус, инженерный кампус — которые расположены в разных частях города Бергамо и в Дальмине.

## Структура
- Кафедра юриспруденции
- Департамент инженерных и прикладных наук
- Департамент менеджмента, информации и производства
- Кафедра литературы, философии и коммуникаций
- Кафедра иностранных языков, литературы и культуры
- Департамент бизнеса
- Департамент экономических наук
- Департамент гуманитарных и социальных наук

## Ректоры
- Первым ректором университета был Витторе Бранка (1968—1972).
- Серио Галеотти (1972—1975)
- Джорджио Сегё (1975—1984)
- Пьетро Энрико Ферри (1984—1999)
- Альберто Кастольди (1999—2009)
- Стефано Палеари (2009—2015)
- Ремо Морзенти Пеллегрини (2015—2021)
- Серджио Кавальери [5] [6] (с 2021)

## Галерея

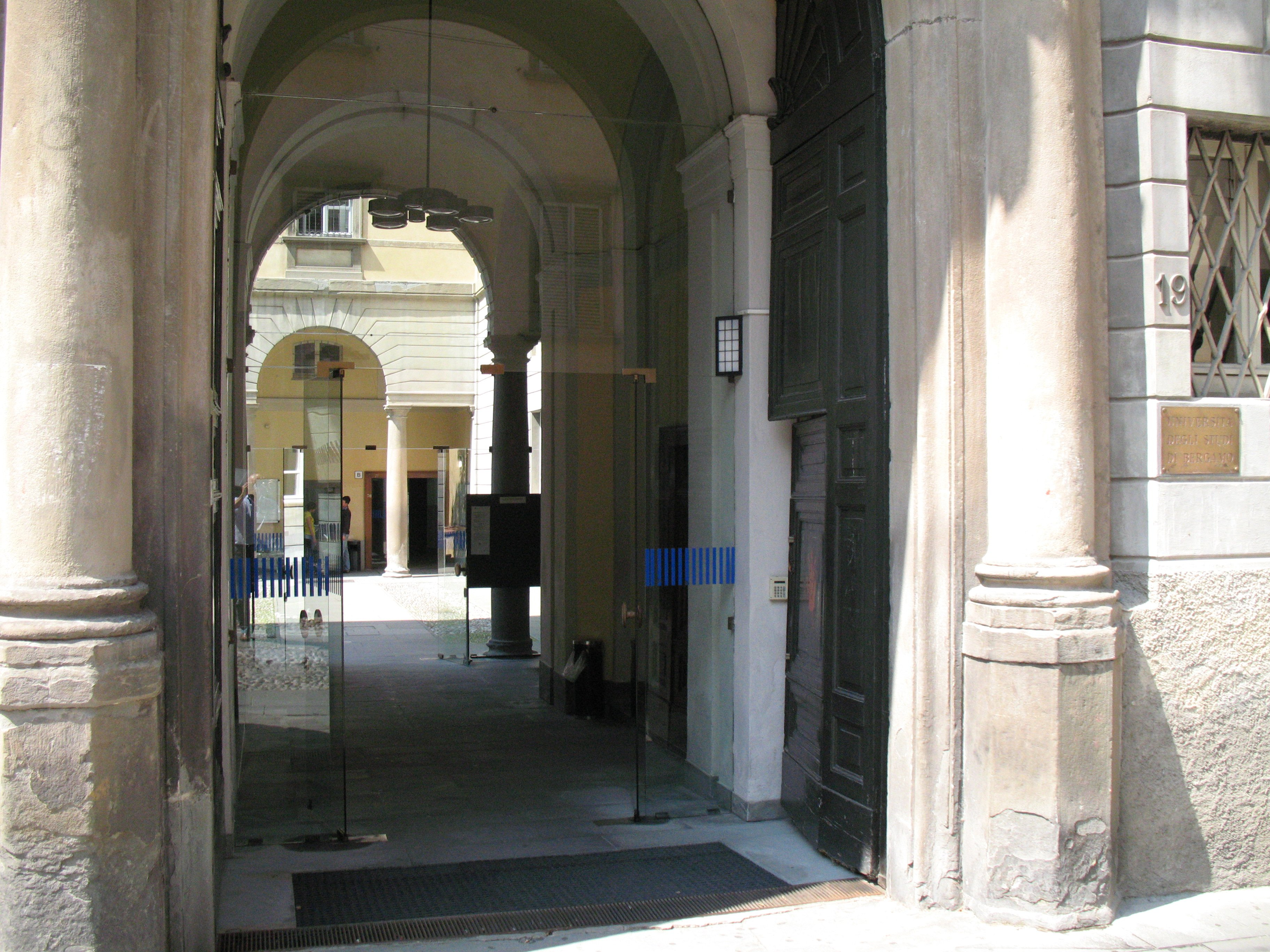
Главный вход на площади Виа Сальвеккьо, ректорат и кафедры языков, иностранной литературы и коммуникации.
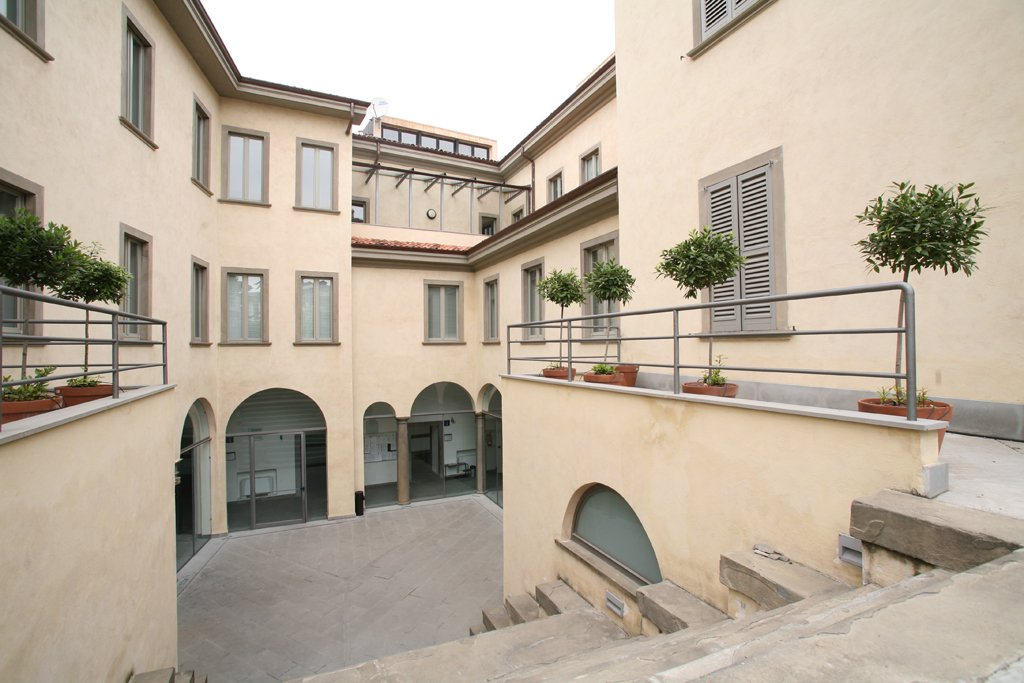
Внутренний двор университета на площади Розате, кафедра языков, иностранных литератур и коммуникации
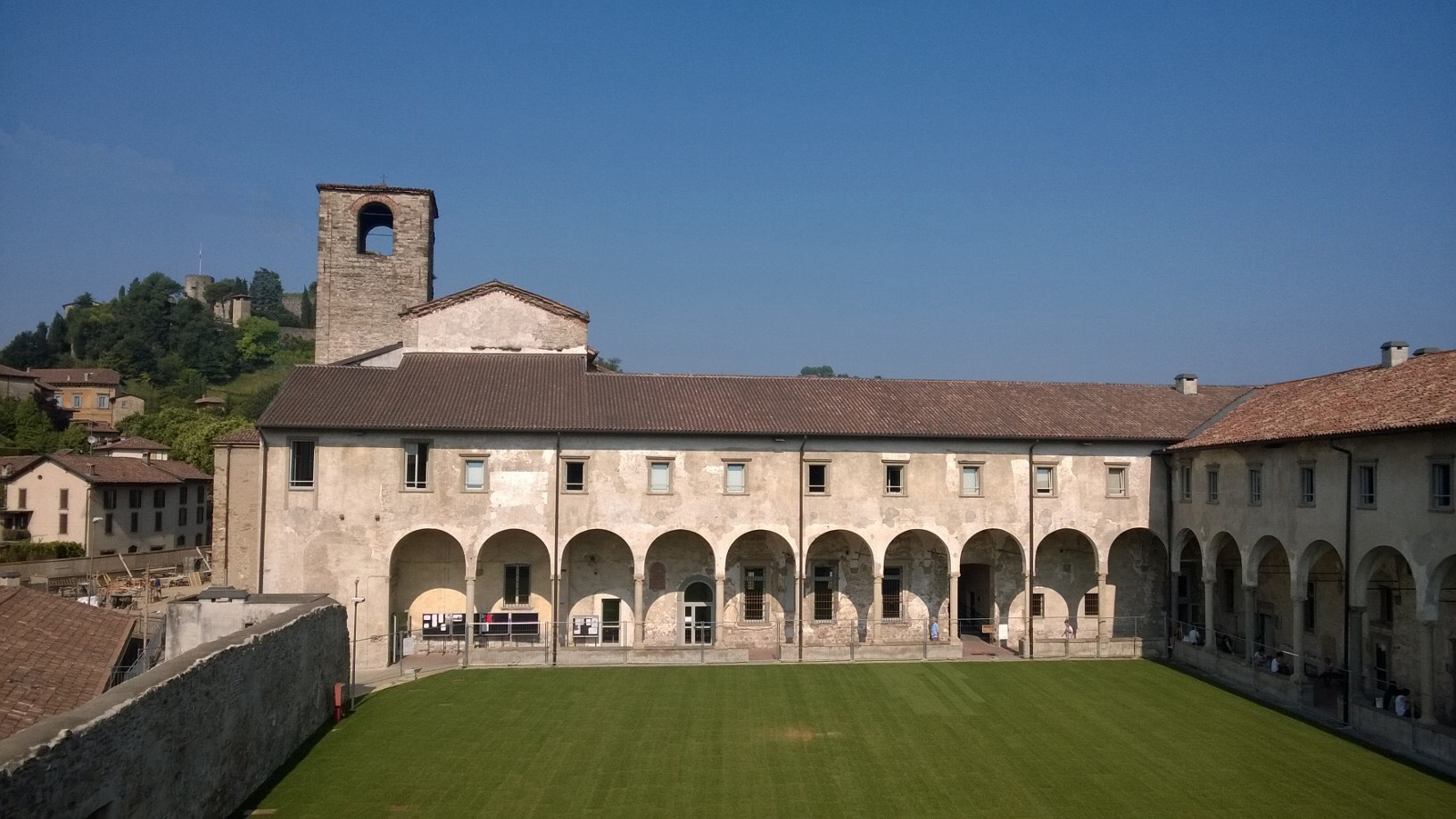
Внутренний двор бывшего монастыря Сант-Агостино, где сейчас находится Департамент гуманитарных и социальных наук.
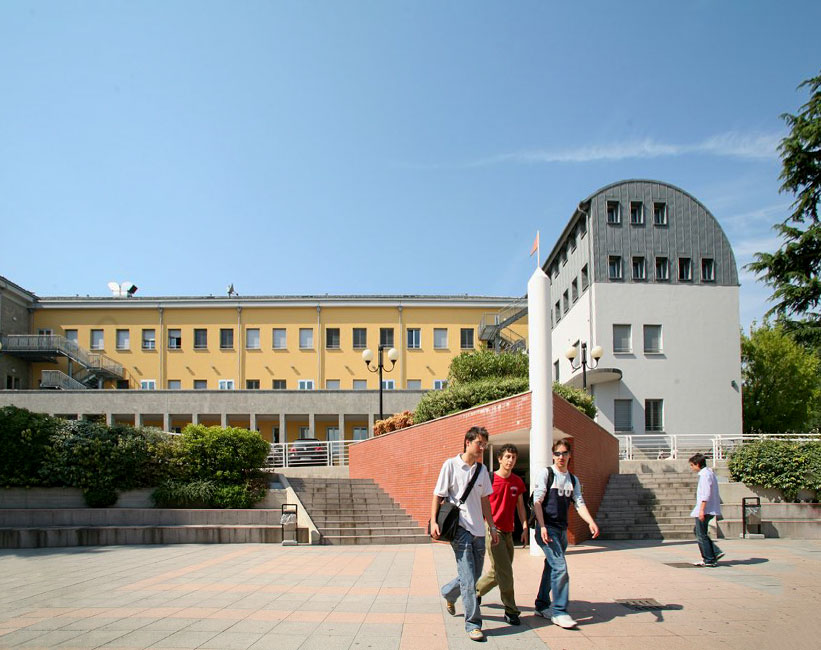
Здание B, часть инженерного городка в Дальмине
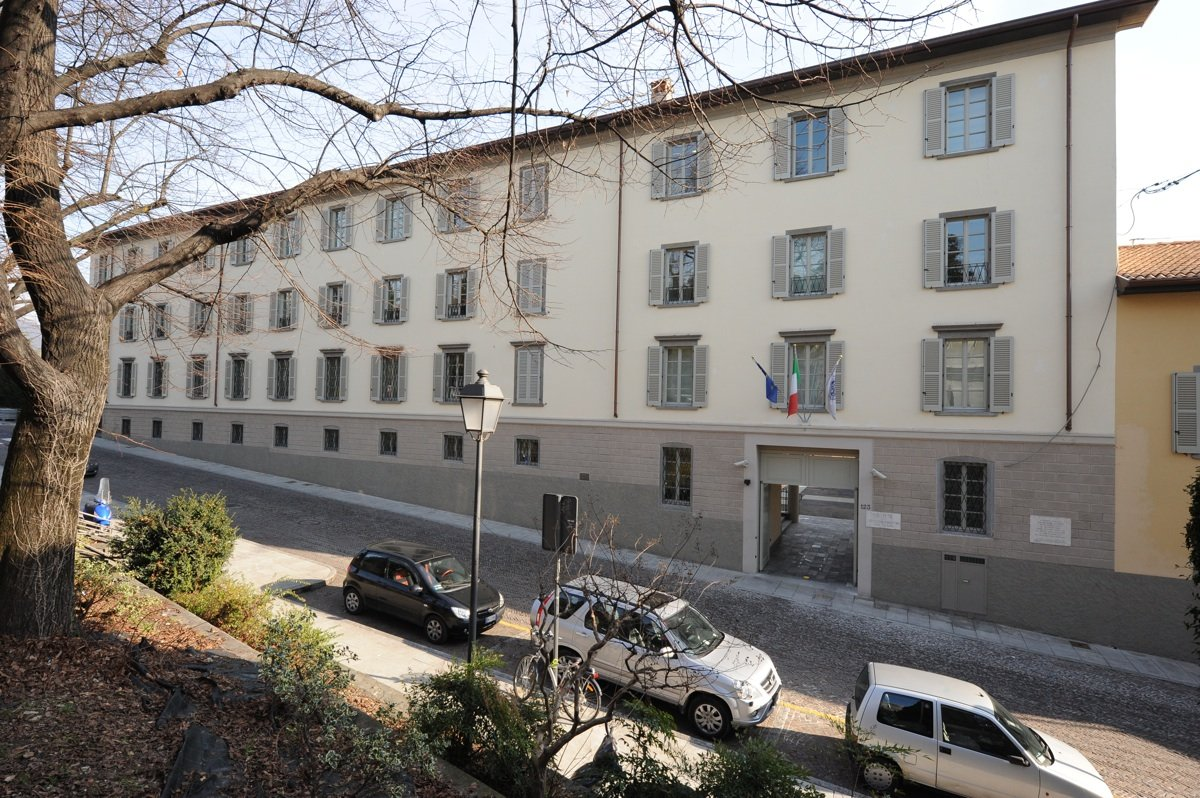
Внешний вид бывшей Коллегии Барони, где сегодня находится Департамент литературы и философии на Виа Пиньоло.
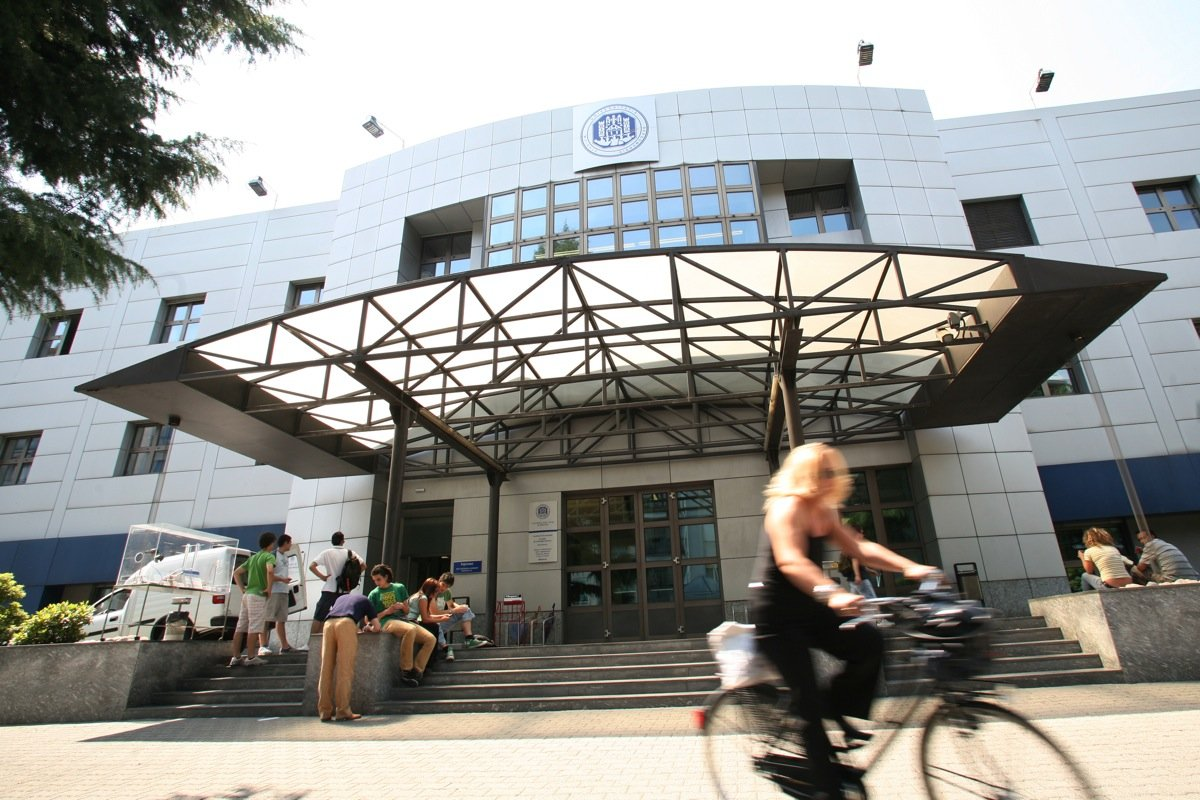
Здание на Виа дей Каниана, где расположены Департамент бизнеса, экономики и количественных методов, а также Юридический факультет
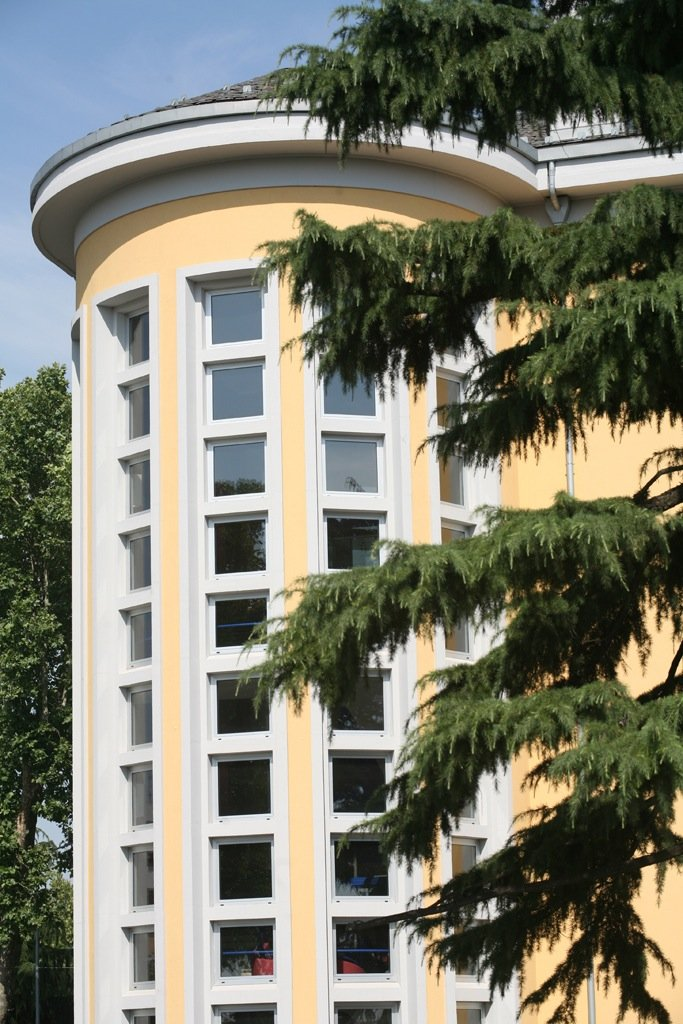
Инженерный колледж. Корпус B
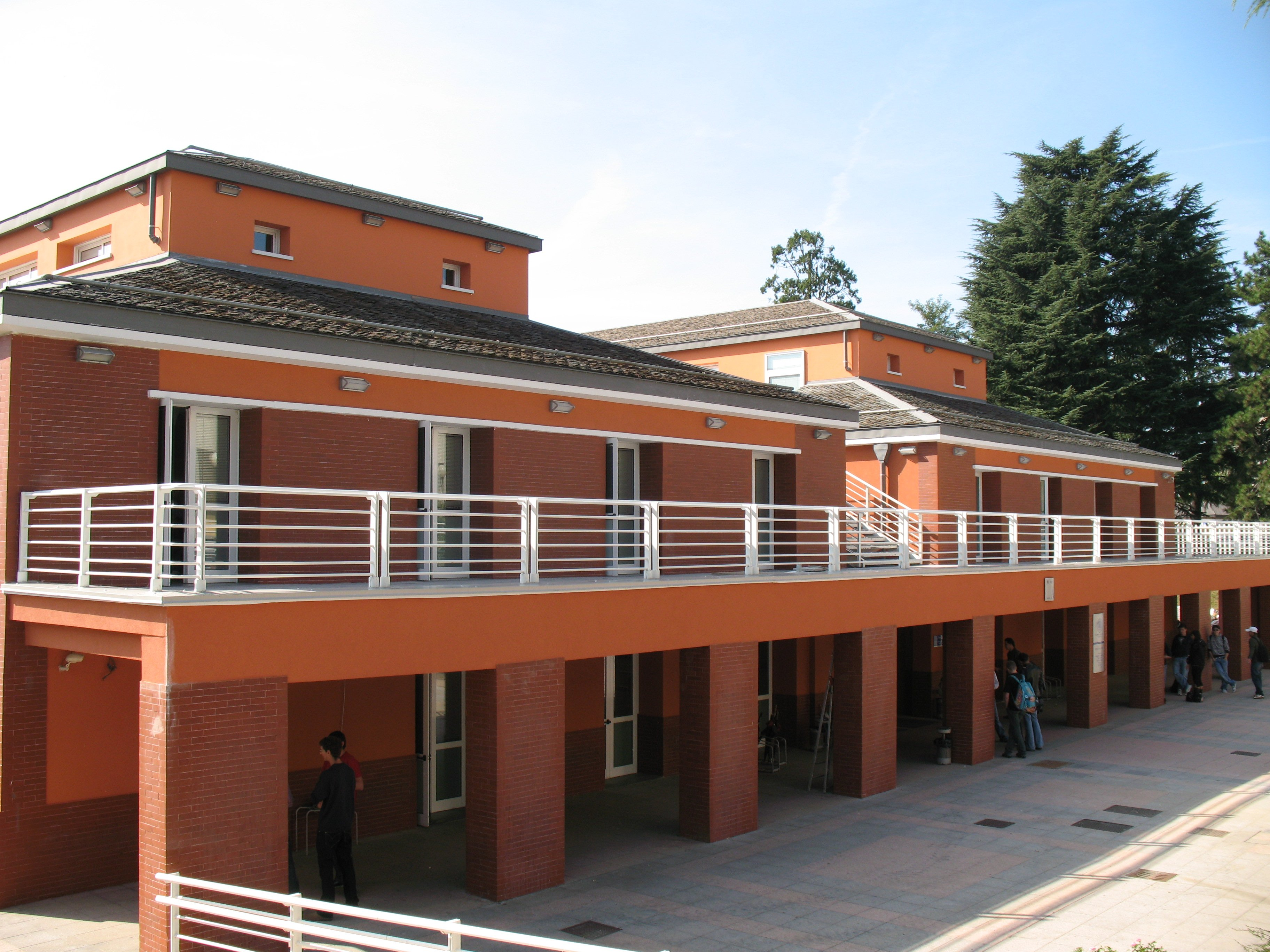
Инженерный колледж. Корпус А, вид на фасад (Дальмине)